# NGC 1573
NGC 1573 (również PGC 15570 lub UGC 3077) – galaktyka eliptyczna (E), znajdująca się w gwiazdozbiorze Żyrafy. Odkrył ją Ernst Wilhelm Leberecht Tempel 1 sierpnia 1863 roku.